# Аборигенная порода

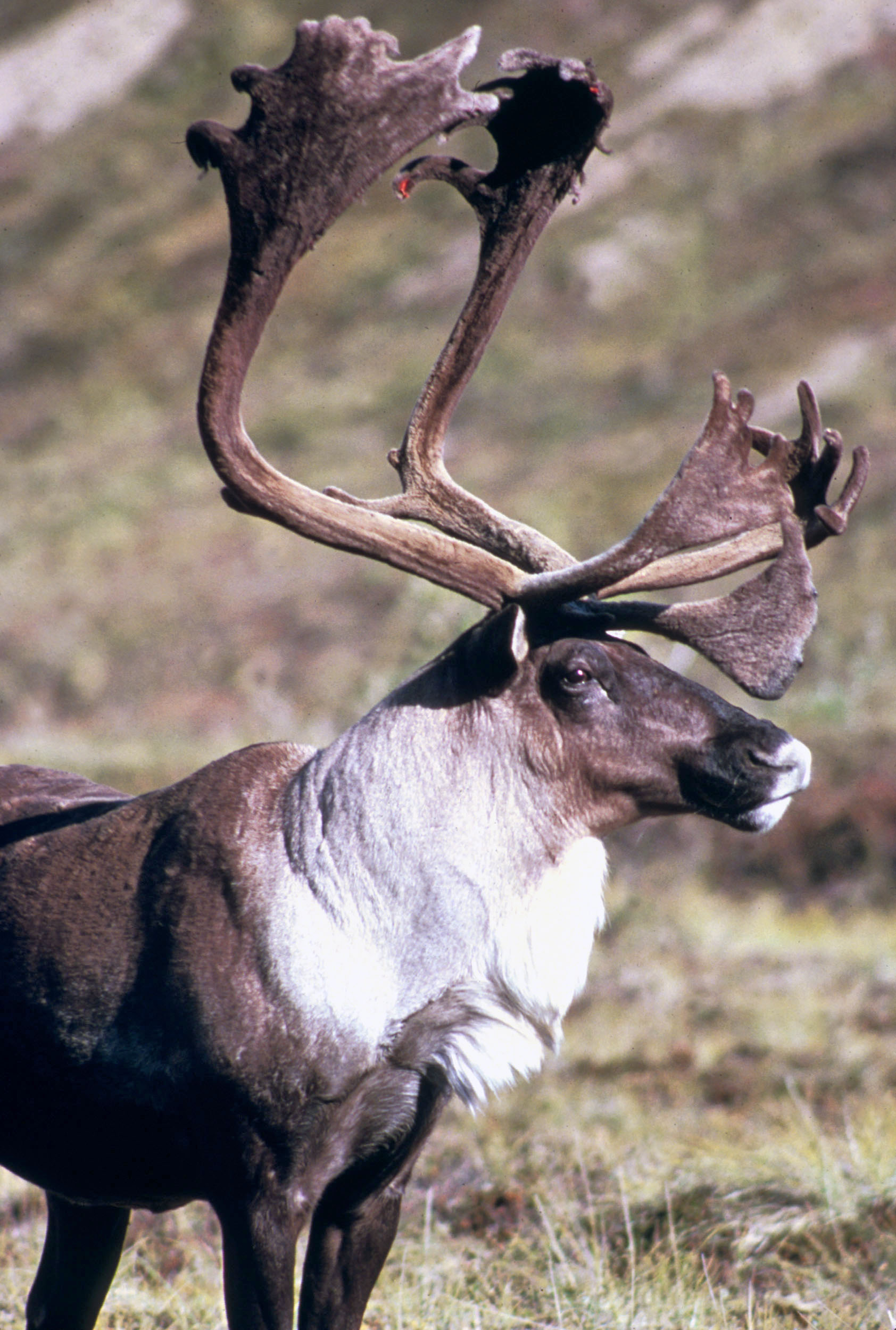
Северный олень относится к аборигенной породе

Абориге́нная поро́да (от лат. aborigines — коренные обитатели) домашних животных — исторически сложившаяся система практического использования отдельно взятого одомашненного вида животных в определённых хозяйственных и ландшафтно-климатических условиях, путём закрепления в наследственности адаптации к данным условиям. Аборигенные породы называют ещё натуральными, природными породами (англ. natural breeds), а также «примитивными», в отличие от пород «заводских», выведенных в племенных заводах методами направленной селекции. Аборигенные породы часто являются носителями редких и исчезающих генов, отсутствующих у заводских пород.
К аборигенным породам относятся:
- кабардинская и ахалтекинская лошади;
- серый украинский скот;
- романовская и курдючные породы овец;
- китайская вислоухая свинья;
- ливенские куры;
- все породы северных оленей[2];
- кавказская и среднеазиатская овчарки (см. также древние породы собак);
- казахская тазы;
- армянский волкодав — гампр;
- сибирская кошка;
- норвежская лесная кошка;
- ванская кошка[3]

и многие другие.
В странах постсоветского пространства распространены следующие аборигенные породы пчёл: среднерусская, серая горная кавказская, жёлтая кавказская, карпатская, украинская степная и др.
Международный союз охраны природы сообщает, что за последние 20 лет[когда?] в Российской Федерации исчезло от 15 до 30 % аборигенных пород, в критическом состоянии находятся ещё свыше 20 % общего числа пород.